# بوستان ساحلی شغاب
 بوستان ساحلی شغاب نام بوستانی در ساحل شهر بوشهر مرکز استان بوشهر است.
این بوستان در محله تاریخی شغاب در ساحل شهر بوشهر واقع گردیده است.
پس کاوش های باستان شناسی در گورستان قدیمی شغاب که بخشی از بوستان شغاب است بوستان تاریخی شغاب با عنوان سایت ۲۰۱۶ که در  
۱۳۷۷/۱/۱۹ به ثبت آثار ملی رسیده است.